# István Sulyok
István Sulyok (n. 15 decembrie 1895, Komádi, comitatul Hajdú-Bihar – d. septembrie 1944, Budapesta) a fost primul episcop reformat de pe lângă Piatra Craiului în perioada 1921-1944.
După semnarea Tratatului de la Trianon din 1920, a fost evident faptul că vechea structură bisericească reformată nu putea fi menținută, deoarece noua frontieră între  Ungaria și România a împărțit Eparhia reformată de la Debrețin în două părți. Astfel a fost creată o nouă episcopie reformată pentru zona  Crișanei și Banatului. Guvernul României l-a recunoscut pe István Sulyok ca episcop în anul 1940.